# لجنة القوانين
إن لجنة القوانين أو لجنة إصلاح القوانين أو لجنة مراجعة القوانين عبارة عن هيئة مستقلة أسستها الحكومة لإجراء إصلاحات على القوانين؛ ويتمثل ذلك في دراسة حالة القوانين في إحدى ولايات القضاء ومن ثَم طرح التوصيات أو المقترحات المتعلقة بإجراء تغييرات على القوانين أو إعادة هيكلتها. ويعد المصطلح الأول هو السائد في المملكة المتحدة، والثاني سائدًا في دول الكومنولث، أما الثالث فهو المصطلح السائد في الولايات المتحدة؛ حيث يعد لفظ «الإصلاح» مصطلحًا قويًا للغاية (بالتالي يعني ذلك حتمًا حقيقة أن السلطة التشريعية غير كفء أو فاسدة). وتتمثل مهام هذه الهيئات في صياغة الإصدارات المنقحة من القوانين التي يعتريها لبس، وإعداد الإصدارات المجمعة من القوانين، وتقديم التوصيات الخاصة بتحديث القوانين التي عفا عليها الزمن، وكذا تقديم التوصيات الخاصة بإلغاء القوانين القديمة أو القوانين المستهلكة.
- أستراليا – لجنة إصلاح القوانين الأسترالية
- كندا – لجنة القوانين الكندية أنشئت بموجب قانون لجنة القوانين الكندية في 1 يوليو 1997، لتحل محل لجنة إصلاح القوانين الكندية التي قامت حكومة مولروني بحلها عام 1993. وفي 26 سبتمبر 2006، أصدرت حكومة هاربور قرارًا بإلغاء تمويل اللجنة، على الرغم من عدم إلغاء القانون الخاص بتأسيس اللجنة.
  - ألبرتا – معهد إصلاح القوانين بألبرتا
  - كولومبيا البريطانية – معهد قوانين كولومبيا البريطانية، الذي تم تأسيسه ليحل محل لجنة إصلاح قوانين كولومبيا البريطانية، والتي كانت قد حلت محل المعهد بسبب النقص في التمويل
  - مانيتوبا – لجنة إصلاح قوانين مانيتوبا
  - نوفا سكوتيا – لجنة إصلاح قوانين نوفا سكوتيا
  - أونتاريو – لجنة قوانين أونتاريو[1]
  - ساسكاتشوان – لجنة إصلاح قوانين ساسكاتشوان
- فيجي – لجنة إصلاح قوانين فيجي
- هونغ كونغ – لجنة إصلاح قوانين هونغ كونغ، أنشئت عام 1980
- الهند – لجنة قوانين الهند
- أيرلندا – لجنة إصلاح القوانين (أيرلندا)|لجنة إصلاح القوانين، أنشئت بموجب قانون لجنة إصلاح القوانين لعام 1975
- جيرزي – لجنة قوانين جيرزي نسخة محفوظة 27 أغسطس 2014 على موقع واي باك مشين. أنشأتها ولايات جيرزي عام 1996
- نيبال – لجنة قوانين نيبال أنشئت بموجب قانون لجان قوانين نيبال لعام 2007
- نيوزيلندا – لجنة قوانين نيوزيلندا|لجنة قوانين أنشئت بموجب قانون لجنة القوانين
- جنوب إفريقيا - لجنة إصلاح قوانين جنوب إفريقيا
- المملكة المتحدة
  - إنجلترا وويلز – لجنة قوانين (إنجلترا وويلز)|لجنة القوانين
  - أسكتلندا، لجنة القوانين الأسكتلندية، أنشئت بموجب قانون لجان القوانين لعام 1965 في نفس وقت إنشاء لجنة القوانين في إنجلترا وويلز
  - أيرلندا الشمالية، لجنة قوانين أيرلندا الشمالية (اللجنة الاستشارية لإصلاح القوانين سابقًا)
  - تشمل الهيئات الأخرى المعنية بإصلاح القوانين في المملكة المتحدة لجنة مراجعة القوانين (1934 إلى 1939) ولجنة إصلاح القوانين (1952 - )[2]
- الولايات المتحدة - مكتب مستشار مراجعة القوانين التابع لـ مجلس النواب الأمريكي
  - كاليفورنيا - لجنة مراجعة القوانين بكاليفورنيا
  - نيويورك - لجنة مراجعة القوانين بنيويورك

## وصلات خارجية
- Scottish Law Commission
- Law Commission of Canada
- British Columbia Law Institute
- Law Reform Commission of Saskatchewan
- California Law Revision Commission
- Law Commission of Ontario
- Nepal Law Commission
- South Africa Law Reform Commission